# コロンビア航空宇宙軍
コロンビア航空宇宙軍（コロンビアこうくううちゅうぐん、スペイン語: Fuerza Aeroespacial Colombiana、略称：FAC）はコロンビアの空軍組織。2023年に「コロンビア空軍」（Fuerza Aerea Colombiana）から航空宇宙軍に改称した。

## 歴史

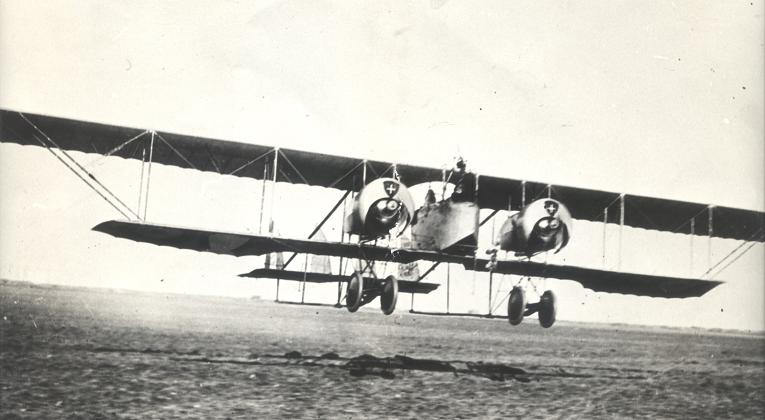
コロンビア空軍のコードロン G.4爆撃機（1921年）

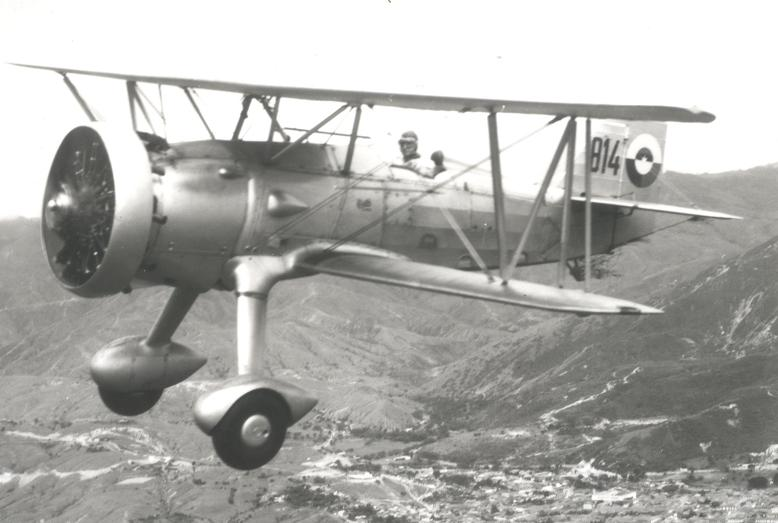
コロンビア・ペルー戦争時の主力となったカーチスF11CホークII戦闘機（1932年）

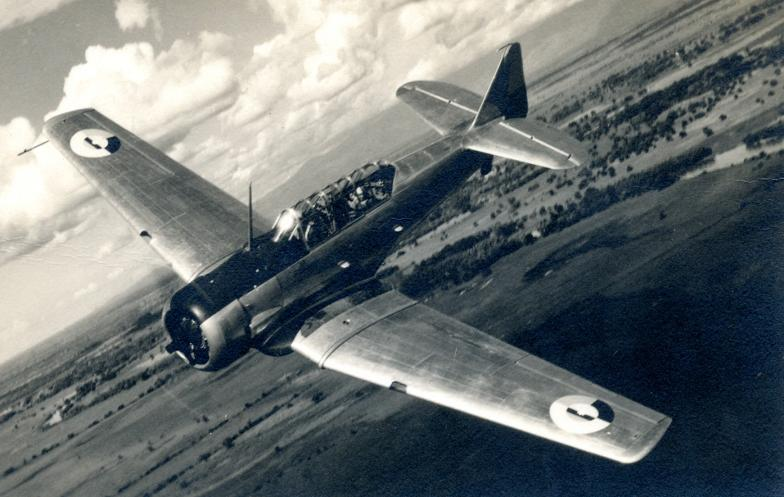
洋上を飛行するコロンビア空軍のAT-6（1940年）

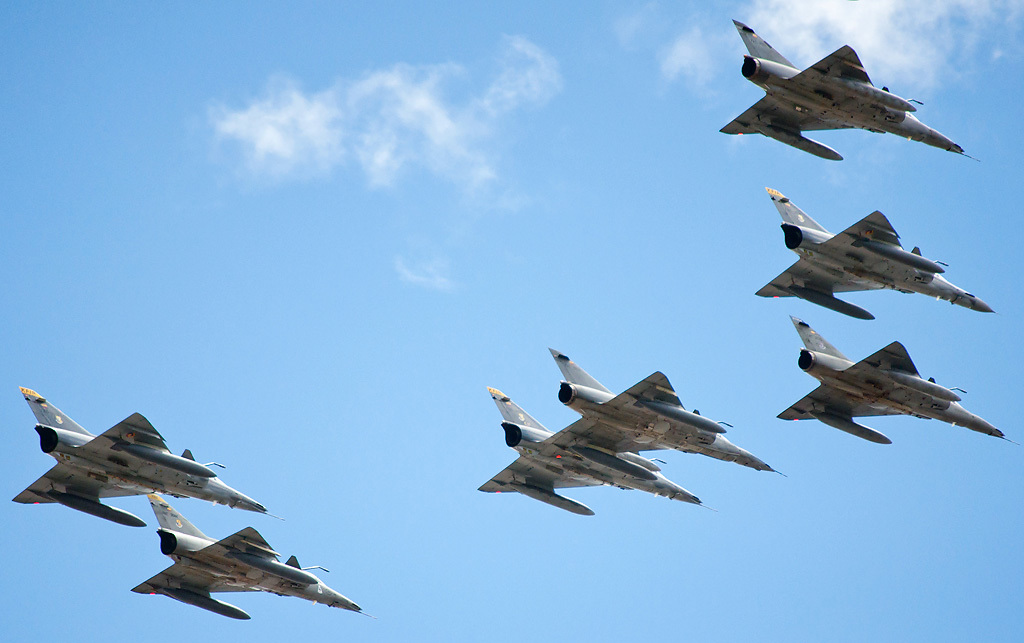
1970年代から2000年代の主力だったミラージュ5戦闘機（2010年）

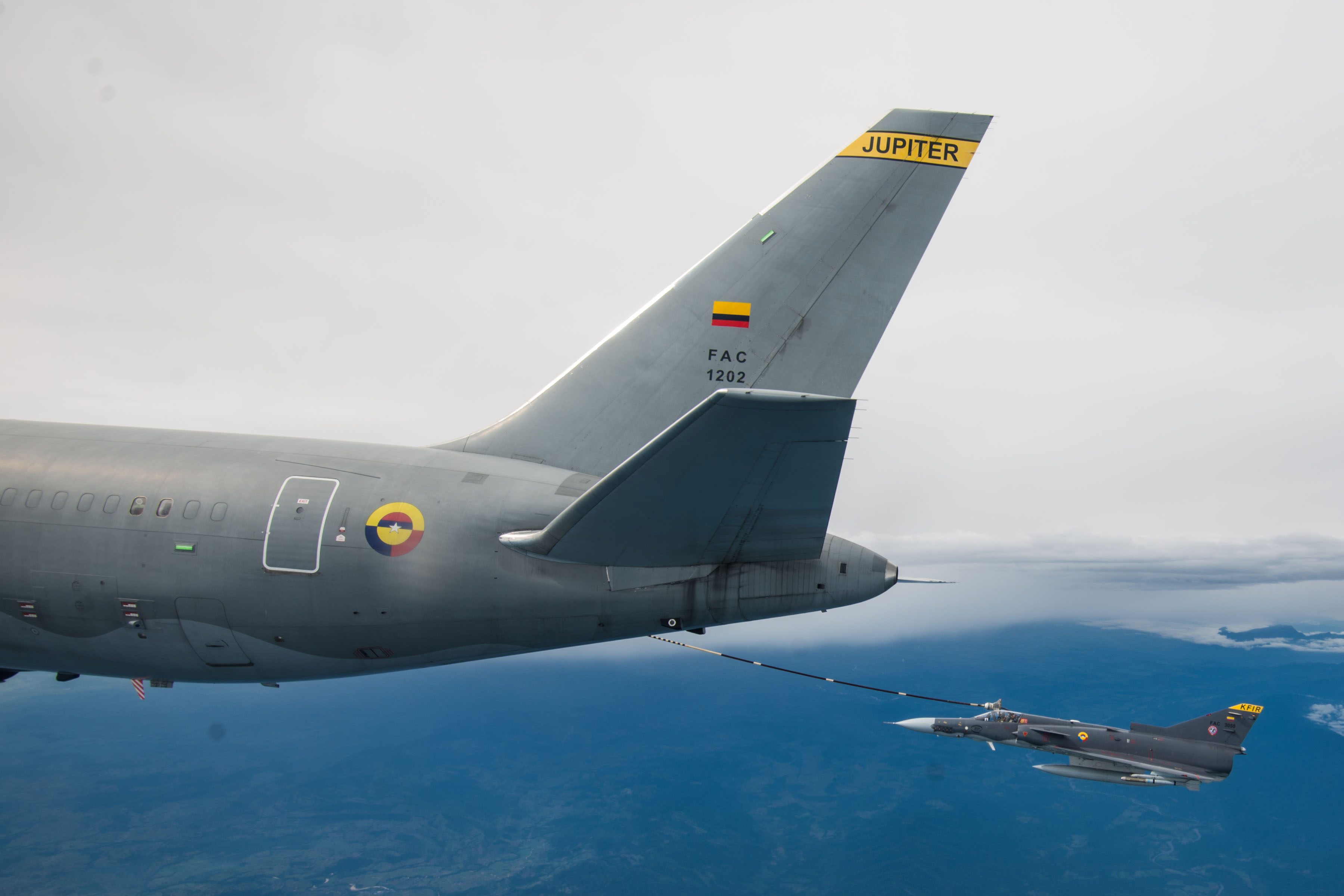
ボーイング707空中給油機から空中給油を受けるクフィル（2014年）

コロンビア軍の航空部隊は1919年に陸軍航空学校が設立されてから始まった。1916年9月7日法律第15号に基き歩兵科、騎兵科、工兵科、輜重科の技術向上のため同じように海外に送られ教育を受ける事となる。1919年12月31日法律第126号に基き陸軍第5航空連隊が創設され、航空学校も合わせて設立される。1922年に財政難のため閉鎖されたが、1924年11月8日にマドリードにおいて航空学校は再興される。
1932年9月1日、コロンビア・ペルー戦争が勃発し、空軍は初めての実戦を経験する事となる。開戦時点の作戦機は、カーチス・ライト CW-14戦闘機4機とカーチス ファルコン偵察機1機のみだったが、コロンビア議会による予算配分で、アメリカからカーチスF-8F偵察機20機とカーチスF11CホークIIを多数輸入した。また、コロンビア・ドイツ航空公社からユンカース F.13やユンカース Ju52などのドイツ製の輸送機や、ドイツ人を含む民間パイロットが提供された。コロンビア空軍の任務は爆撃や近接航空支援、偵察、輸送が主だったが、1933年5月8日にはペルー空軍との空中戦も展開した。コロンビア軍の艦艇を攻撃中だったペルー空軍機を奇襲し、ダグラスO-38P観測機1機を撃墜した。この間、太平洋に面したブエナベントゥーラと、カリブ海に面したカルタヘナに空軍基地を整備している。戦後、1936年にはP-352PA戦闘機3機を導入したほか、アマゾン川流域にあった空軍基地が閉鎖され、カケタ県やクンディナマルカ県、サン・ホセ・デル・グアビアーレに新たな空軍基地が設置された。航空学校はサンティアゴ・デ・カリに移転した。また、カルタヘナ基地はコロンビア海軍に引き渡され、ボリバル海軍基地として現在も運用されている。
第二次世界大戦では、コロンビアは枢軸国に宣戦布告した。1942年6月23日、ドイツ海軍の潜水艦（Uボート）がコロンビアのスクーナーを撃沈したことに伴い、戦闘機部隊が沿岸に展開した。これらの部隊には、1943年にAT-6が配備されたほか、練習機としてPT-17とT-6が供与された。
第二次世界大戦後、コロンビアがラ・ビオレンシア（「暴力」の時代）と呼ばれる内戦状態に陥る中、空軍は自由派鎮圧のために軍備を増強することとなった。1948年11月17日には新たにアエア・デ・アピアイ基地が設置されたほか、P-47戦闘機やB-26C爆撃機を導入した。1954年には、初のジェット機としてF-80戦闘機18機を導入したほか、1956年にはF-86セイバー Mk.4戦闘機6機とT-33練習機6機が配備された。1965年には、ゲリラ掃討任務にAC-47ガンシップを導入した。F-86は1966年に退役したが、1972年にはミラージュ5戦闘機が配備された。また、C-130輸送機やT-37練習・COIN機、UH-1ヘリコプターなども導入し、その規模を拡大していった。
1980年代には、コロンビア内戦に伴うゲリラ掃討のため、A-37COIN機を計26機導入したほか、IAI クフィルC7戦闘機を導入した。1990年代にはミラージュ5を近代化改装して、空中給油に対応できるようにしたほか、新たなCOIN機としてOV-10を導入した。さらに、1990年にはリエネグロに空軍基地が設置され、UH-60を装備する第5航空コマンド部隊（ Comando Aéreo de Combate No. 5）が編成された。1992年からは、T-34A/BおよびT-37Cの後継となるEMB-312を14機と、高官輸送用のEMB-110P1Aを2機の納入が開始された。1999年には、「プラン・コロンビア」と称する近代化計画が始まり、AC-47を更新するためにUH-60に兵装を施したAH-60Lや、洋上警備のためにシュワイザー SGM 2-37、セスナ サイテーションVが導入された。COIN機やヘリコプター部隊はコロンビア東部のゲリラ活動地帯で運用されており、2000年にプエルト・カレーニョで編成された東部航空集団（Grupo Aéreo del Oriente）の指揮下にある。
21世紀に入っても、エンブラエル EMB-314やT-6テキサンIIを導入するなど更新が進められており、領空の警戒を行い、不審な機体は撃墜することもある。2015年5月20日には、ベネズエラから密輸目的のコカイン1.2tを空輸していたホーカー 800を洋上で撃墜した。また、隣国ベネズエラがSu-30を導入したことに呼応して、F-16とサーブ 39 グリペン、ダッソー ラファールを候補に、クフィルを代替する戦闘機調達計画を進めている。しかし2021年以降、予算の増加率より高いインフレーションで相対的に予算が減少し、飛行時間の減少や保有する408機のうち91機の整備ができないといったの影響が出ている。2023年5月17日、カルロス・シルバ空軍副司令官は先住民支援や民間機捜索など予算外の任務の結果、燃料や装備品が7月末日までしか持たないと発表した。その後、一部のスペイン語メディアにより、2023年末までの燃料購入費用が5月末に確保されたが、装備品不足の問題は解決していないと報じられた。2025年4月2日、グスタボ・ペトロ大統領は、クフィルの後継としてサーブ 39E/F グリペンを購入する意向書に署名したと公表した。

## 組織

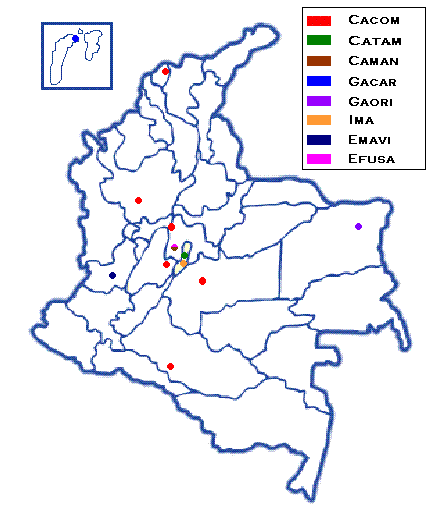
コロンビア航空宇宙軍の作戦区域

航空宇宙軍総司令官（Comandante General de la FAC）の下、以下の職位・組織がある。2007年時点で現役兵総員8,600人、うち徴集兵1,900人。
- 航空宇宙軍司令部（Comando Fuerza Aerea Colombiana）
  - 報道室（Oficina de Informacion y Prensa）
  - 儀礼式典部（Departamento de Protocolo y Ceremo Mialmiltar）

- 航空宇宙軍参謀本部（2do. Comando y Jefatura de Estado Mayor）
  - 戦略計画部（Departamento de Planeacion Estrategica）
  - 機密取扱部（Departamento de Clasificadora）
  - 統合運用部（Departamento de Accion Integural）
  - 航空保安部（Departamento de Seguridad Aerea）
  - 兵員採用部（Departamento de Contratacion）
- 航空宇宙軍監査部（Inspectoria General FAC）
- 航空作戦本部（Jefatura de Operaciones Aereas）
- 情報本部（Jefatura de Inteligencia）
- 航空兵站作戦本部（Jefatura de Operacion Logistico Aeronautica）
- 航空教育本部（Jefatura de Educacion Aeronautica）
- 基地警備本部（Jefatura de Seguridad y Defensa de Bases Aereas）
- 後方支援本部（Jefatura de Apoyo Logistico）
- 人材発展本部（Jefatura de Desarrollo Humano）
- 法務本部（Jefatura de Juridica）
- 保健局（Direccion Sanidad）

### 部隊
- 第1戦闘航空集団「TC.ヘルマン・オレーノ・モレノ」（Comando Aéreo de Combate No. 1 "CT. Germán Olano Moreno"）　司令部：プエルト・サルガル（Puerto Salgar）
  - 第11戦闘航空群（Grupo de combate Nº 11） 
    - 第111戦闘飛行隊「ダルドス」（Escuadrón de Combate 111 "Dardos"） 運用機、クフィルC7/TC7
    - 第112戦闘飛行隊「ミラゲ」（Escuadrón de Combate 112 "Mirage"） 運用機、ミラージュ5COAM/5CODM
    - 第113輸送戦闘飛行隊「ファンタズマ」（Escuadrón de Combate Táctico 113 "Fantasma"） 運用機、AB212、AC-47 スプーキー、AH-60L Arpía III
    - 第116戦闘飛行隊「タンゴ」（Escuadrón de Combate 116 "Tango"）

- 第2戦闘航空集団「TC.ルイス・フェルナンド・ゴメス・ニーニョ」（Comando Aéreo de Combate No. 2 "CT. Luis Fernando Gómez Niño"）　司令部：アピライ（Apiay）
  - 第21戦闘航空群（Grupo de Combate Nº 21） 
    - 第211戦闘飛行隊「グリフォス」（Escuadrón de Combate 211 "Grifos"） 運用機、A-29B
    - 第212戦闘飛行隊「トゥカノス」（Escuadrón de Combate 212 "Tucanos"） 運用機、AT-27
    - 第213輸送戦闘飛行隊（Escuadrón de Combate Táctico 213）

  - 第22戦闘航空群（Grupo de Combate Nº 22） 
    - 第221戦闘飛行隊「ブロンコ」（Escuadrón de Combate 221 "Bronco"） 運用機、OV-10

- 第3戦闘航空集団「マジョルヘネラル・アルベルト・パウェルス・ロドリゲス」（Comando Aéreo de Combate No. 3 "MG. Alberto Pauwels Rodríguez"）　司令部：バランキヤ
  - 第31戦闘航空群（Grupo de Combate 31） 
    - 第311戦闘飛行隊「ドラゴネス」（Escuadrón de Combate 311 "Dragones"） 運用機、A-37
    - 第312戦闘飛行隊「ドラコス」（Escuadrón de Combate 312 "Drakos"） 運用機、A-29B
    - 第313輸送戦闘飛行隊（Escuadrón de Combate Táctico 313）
- 第4戦闘航空集団「TC.ルイス・フランシスコ・ピント・パーラ」（Comando Aéreo de Combate No. 4 "TC. Luis Francisco Pinto Parra"）　司令部：メルガル（Melgar）
  - 第41戦闘航空群（Grupo de combate Nº 41）　捜索救難任務
    - 第411戦闘飛行隊（Escuadrón de Combate 411）
    - 第412空中強襲飛行隊（Escuadrón de Asalto Aéreo 412）
    - 第413攻撃飛行隊（Escuadrón de Ataque 413）

  - 捜索救難群（Grupo CSAR）　捜索救難任務
  - 第4基地警備保安群（Grupo de Seguridad y Defensa de Bases No. 4）
  - 軍ヘリコプター学校（Escuela de Helicópteros de las Fuerzas Militares）

- 第5戦闘航空集団「ブリガディエルヘネラル・アルトゥーロ・レマ・ポサダ」（Comando Aéreo de Combate No. 5 "BG. Arturo Lema Posada"）　司令部：リオネグロ（Rionegro）
  - 第51戦闘航空群（Grupo de Combate 51）
    - 第511戦闘飛行隊（Escuadrón de Combate 511）
    - 第512特殊作戦飛行隊（Escuadrón de Operaciones Especiales 512）

- 第6戦闘航空集団「TC.エルネスト・エスゲラ・クビデス」（Comando Aéreo de Combate No. 6 "CT. Ernesto Esguerra Cubides"）　司令部：トレス・エスキナス（Tres Esquinas）
  - 第6戦闘航空群（Grupo de Combate 61）
    - 第611戦闘避行隊（Escuadrón de Combate 611）
    - 第613戦術戦闘飛行隊（Escuadrón de Combate Táctico 613）

- 整備航空集団「マジョル・クスティーノ・マリーノ・クエスト」（Comando Aéreo de Mantenimiento "MY. Justino Mariño Cuesto"）　司令部：マドリード（Madrid）
  - 第91輸送航空群（Grupo de Transporte Aéreo 91） 
    - 第911輸送飛行隊（Escuadrón de Transporte 911）

- 輸送航空集団「ブリガディエルヘネラル・カミーロ・ダザ・アルバレス」（Comando Aereo de Transporte Militar "BG. Camilo Daza Álvarez"）　司令部：ボゴタ
  - 第81輸送航空群（Grupo de Transporte Aéreo 81）
    - 第811輸送飛行隊（Escuadrón de Transporte 811）
    - 第815運輸飛行隊（Escuadrón Transito Aereo 815）

  - 第82特別飛行群（Grupo de Vuelosa Especiales 82）
    - 第821特別輸送飛行隊（Escuadrón Transporte Especial 821）
    - 第837役務隊（Escuadrón Servicions 837）

  - 技術群（Grupo Tecnico）
    - 整備隊（Escuadrón Mantenimiento）
    - 電子隊（Escuadrón Electonica）
    - 需品隊（Escuadrón Abastos）
    - 武器隊（Escuadrón Armamento)

  - 航空学教育群（Grupo de Educacion Aeronautica）
    - 飛行隊（Escuadrón Vuelo）
    - 技師隊（Escuadrón Tecnico）
    - 軍事隊（Escuadrón Militar）
    - 資格付与隊（Escuadrón Capacitacion）

  - 基地警備保安群（Grupo de Seguridad y Defensa de Bases）
    - 航空基地保安隊（Escuadrón Seguridad Bases Aereas）
    - 特殊作戦対応隊（Escuadrón Reaccion y Operaciones Especiales）
    - 防空電子隊（Escuadrón Defensa Antiaereas y Electronica）

  - 後方支援群（Grupo de Apoyo Logistico）
    - 役務隊（Escuadrón de los Servicios）
    - 施設隊（Escuadrón de Instalaciones）
    - 電気通信隊（Escuadrón Telematica）

  - 第5119軍衛生機関（Establecimento de Sanidad Militar 5119）
    - 援助隊（Escuadrón Asistencial）
    - 衛生作戦作業隊（Escuadrón Salud Operaciona y Ocupacional）
    - 管理隊（Escuadrón Adiministrativo）

- カリブ航空群「テニエンテコロネル・ベンハミン・メンデス・レイ」（Grupo Aéreo del Caribe "TC. Benjamin Méndez Rey"）　司令部：サンアンドレス島（San Andres）
  - 第101戦闘飛行隊（Escuadrón de Combate 101）
  - 第1013戦術戦闘飛行隊（Escuadrilla de Combate Táctico 1013）

- 東部航空群「テニエンテコロネル・ルイス・アルト・ロドリゲス・メネセス」（Grupo Aéreo del Oriente "TC Luis Arturo Rodríguez Meneses"）　司令部：マランドゥア（Marandua）
  - 第111戦闘グループ（Grupo de Combate 111） 
    - 第1113戦術戦闘飛行隊（Escuadrilla de Combate Táctico 1113）

### 教育研究機関
- 飛行学校「マルコ・フィデル・スアレス」（Escuela Militar de Aviación "Marco Fidel Suarez"）　所在地：サンティアゴ・デ・カリ
  - 航空学教育群（Grupo de Educación Aeronáutica）
    - 基礎飛行隊（Escuadrón Básico）

  - 第71戦闘航空群（Grupo de Combate 71）
    - 第713戦術戦闘飛行隊（Escuadrón de Combate Táctico 713）
- 下士官学校「カピタン・アンドレス・マリア・ディアス・ディアス」（Escuela de Suboficiales “Capitán Andrés Maria Díaz Díaz”）　所在地：マドリード（Madrid）
- 航空学軍研究所（Instituto Militar Aeronáutico）　所在地：ボゴタ

## 基地
- マドリード空軍基地（Base Aérea Madrid）
- マランドゥア空軍基地（Base Aérea Marandúa）
- パランケロ空軍基地（Base Aérea Palanquero）
- トレス・エスキナス空軍基地（Base Aérea Tres Esquinas）

## 装備

### 航空機

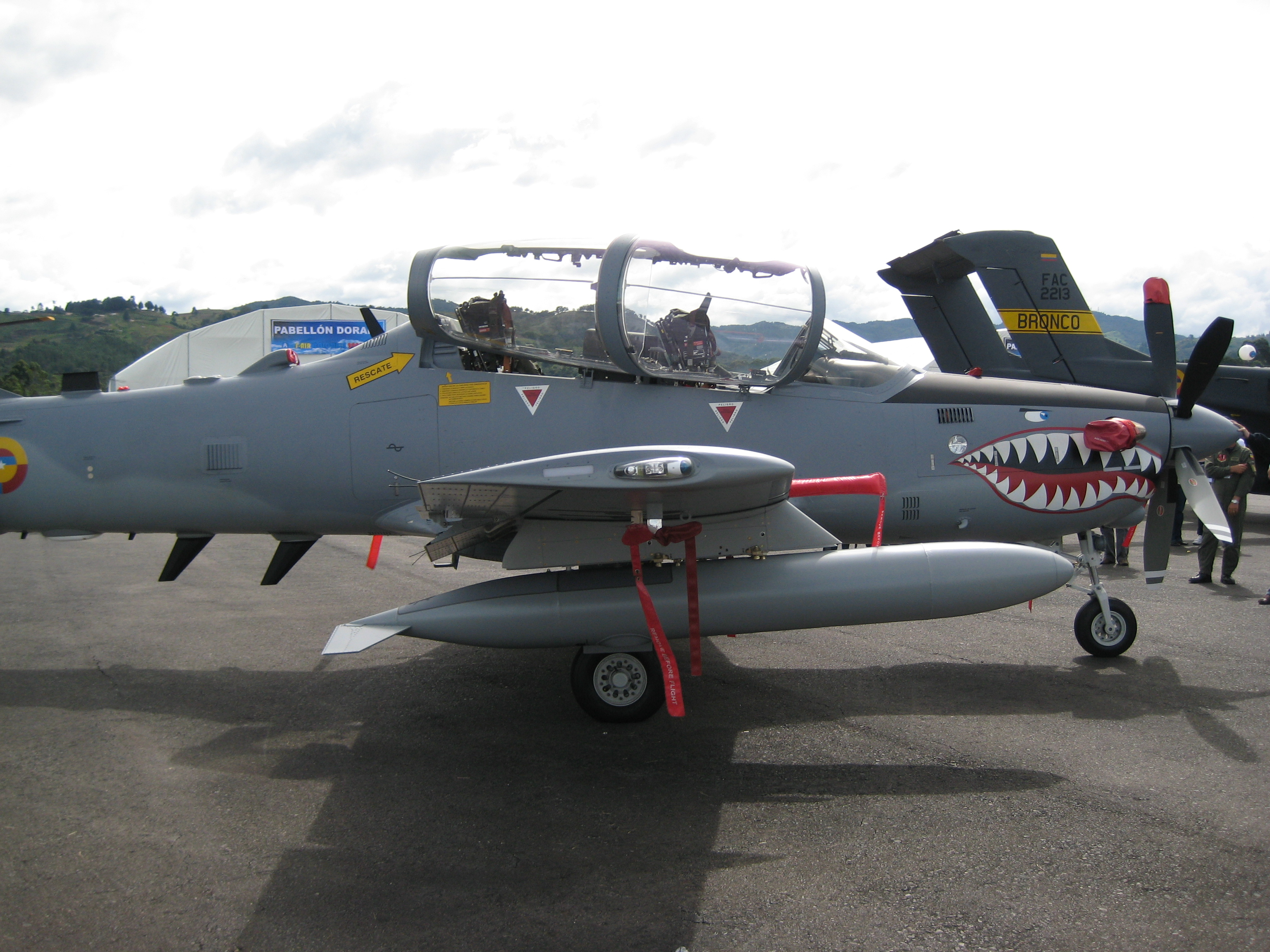
コロンビア航空宇宙軍のエンブラエル EMB-314

#### 固定翼機
- クフィルC7 × 11機
- クフィルTC-7 × 1機
- クフィルC10 COA × 3機
- OV-10A × 11機
- エンブラエル EMB-314 × 25機
- エンブラエル EMB-312 × 14機
- T-41D × 9機
- T-37B × 3機
- T-37C × 4機
- T-34M × 9機
- デ・ハビランド・カナダ DHC-2 × 1機
- シュワイザー SGM 2-37 × 6機
- C-26 メトロライナー × 5機
- セスナ サイテーションV × 6機
- セスナ サイテーションII × 1機
- セスナ 208 × 5機
- O-2 × 2機
- ドルニエ 328 × 6機
- エンブラエル ERJ 145 × 5機
- エンブラエル 170 × 2機
- エンブラエル EMB 110 × 2機
- L-410 × 3機
- キングエア B300 × 4機
- ビーチクラフト クイーンエア × 2機
- ビーチクラフト ツイン・ボナンザ × 1機
- ボーイング707-373C × 1機
- ボーイング ビジネスジェット × 1機
- フォッカー F28-1000 × 1機
- フォッカー F28-3000 × 1機
- CASA C-212 × 3機
- CASA CN-235 × 3機
- EADS CASA C-295 × 4機
- ガビラン G358 × 4機
- IAI アラヴァ × 1機
- C-130B × 4機
- C-130H × 3機
- パイパー PA-23 × 1機
- パイパー PA-31 × 1機
- パイパー PA-31T × 1機
- パイパー PA-34 × 3機

#### 回転翼機
- ベル205 × 5機
- UH-1H/P × 21機
- ベル 212 × 12機
- ベル 412HP × 2機
- MD 500 × 13機
- MD-530FF × 3機
- UH-60 ブラックホーク × 25機
- ベル 206B-III × 11機

#### ミサイル
- パイソン3AAM
- R.530AAM

## 階級
| 士官           |                            |      |
| 空軍大将       | General                    | OF-9 |
| 空軍中将       | Teniente General           | OF-8 |
| 空軍少将       | Mayor General              | OF-7 |
| 空軍准将       | Brigadier General          | OF-6 |
| 空軍大佐       | Coronel                    | OF-5 |
| 空軍中佐       | Teniente Coronel           | OF-4 |
| 空軍少佐       | Mayor                      | OF-3 |
| 空軍大尉       | Capitan                    | OF-2 |
| 空軍中尉       | Teniente                   | OF-1 |
| 空軍少尉       | Subteniente                | OF-1 |
| 士官候補生     | Cadete/Alferez             | OF-D |
| 下士官         |                            |      |
| 先任技術下士官 | Suboficial Tecnico Jefe    |      |
| 副技術下士官   | Suboficial Tecnico Subjefe |      |
| 1等技術下士官  | Suboficial Tecnico Primero |      |
| 2等技術下士官  | Suboficial Tecnico Segundo |      |
| 3等技術下士官  | Suboficial Tecnico Tercero |      |
| 4等技術下士官  | Suboficial Tecnico Cuarto  |      |
| 空軍技術官     | Aerotecnico                |      |
| 兵卒           |                            |      |
| 兵             | Soldado                    |      |